# Nawiady
Nawiady est un village de Pologne, situé dans le gmina de Piecki, dans le powiat de Mrągowo, dans la voïvodie de Varmie-Mazurie.

## Histoire
Jusqu'en 1945, Aweyden fait partie de l'arrondissement de Sensburg (de) dans le district de Gumbinnen (à partir de 1905 : district d'Allenstein) dans la province prussienne de Prusse-Orientale.